# Kertawangun
Kertawangun is een bestuurslaag in het regentschap Cirebon van de provincie West-Java, Indonesië. Kertawangun telt 3308 inwoners (volkstelling 2010).